# Anna Warnecke
Anna Warnecke (19 de noviembre de 1979) es una jinete alemana que compitió en la modalidad de concurso completo. Ganó una medalla de bronce en el Campeonato Europeo de Concurso Completo de 2005, en la prueba por equipos.

## Palmarés internacional
| Campeonato Europeo | Campeonato Europeo     | Campeonato Europeo | Campeonato Europeo |
| Año                | Lugar                  | Medalla            | Categoría          |
| ------------------ | ---------------------- | ------------------ | ------------------ |
| 2005               | Blenheim (Reino Unido) | Medalla de bronce  | Por equipos        |